# جیمز دیویدسون (تاریخ)
جیمز دیویدسون (انگلیسی: James Davidson؛  – ) استاد دانشگاه، و تاریخ‌دان فرهنگی اهل بریتانیا بود. دیویدسون در تاریخ اجتماعی یونان باستان تخصص دارد و سهم قابل توجهی در مطالعه همجنس‌گرایی باستانی داشته است.